# 里奇·拉里亞
里士满·馬馬赫·拉里亚（1995年1月7日—），通称里奇·拉里亚（英語：Richie Laryea），是一名迦納裔加拿大足球員，司職後衛和中場。現効力美國職業足球大聯盟球隊多倫多FC。

## 生平

### 國家隊生涯
2016年5月，拉里亞入選加拿大U-23男足，參加兩場迎戰圭亞那和格林納達的熱身賽，並在迎戰圭亞那的比賽中入球。
2019年8月，拉里亞第一次入選加拿大大國足。9月7日，拉里亞在對戰古巴的比賽中首次登場。2021年3月25日，拉里亞在對戰百慕達男足的世預賽比賽上攻入個人第一顆大國家隊入球，協助加拿大以5-1擊敗百慕達。
2021年7月，拉里亞入選加拿大男足出戰中北美金盃的大名單。2022年他参加了世界杯。

### 個人生活
2021年8月，拉里亞本人在推特上澄清：本人姓氏「Laryea」的两种發音“拉伊”（國際音標：/lɑːˈjiː/；英语发音重拼法：LAH-YEE）和“拉里亚”（國際音標：/ləˈɹeɪ.ə/；英语发音重拼法：LA-RAY-A）分别是加纳人和英语的读法。。
拉里亞的幼弟雷吉納德·拉里亞也是足球員，曾在2021年參加加拿大超級足球聯賽選秀。